# Pachyanthidium cordatum
Pachyanthidium cordatum is een vliesvleugelig insect uit de familie Megachilidae. De wetenschappelijke naam van de soort is voor het eerst geldig gepubliceerd in 1854 door Smith.